# تيرانس سميث
تيرانس سميث (بالإنجليزية: Terrance Smith)‏ هو لاعب كرة قدم أمريكية أمريكي، ولد في 9 فبراير 1987 في أيكن في الولايات المتحدة.